# یواس‌سی‌جی‌سی منرو (دبلیواچ‌ئی‌سی-۷۲۴)
یواس‌سی‌جی‌سی منرو (دبلیواچ‌ئی‌سی-۷۲۴) (به انگلیسی: USCGC Munro (WHEC-724)) یک کشتی بود که طول آن ۳۷۸ فوت (۱۱۵ متر) بود. این کشتی در سال ۱۹۷۱ ساخته شد.